# Крашево-Чубакі
Крашево-Чубакі (пол. Kraszewo-Czubaki) — село в Польщі, у гміні Рацьонж Плонського повіту Мазовецького воєводства.
Населення — 352 особи (2011).
У 1975-1998 роках село належало до Цехановського воєводства.

## Демографія
Демографічна структура станом на 31 березня 2011 року:
|          | Загалом | Допрацездатний вік | Працездатний вік | Постпрацездатний вік |
| -------- | ------- | ------------------ | ---------------- | -------------------- |
| Чоловіки | 210     | 23                 | 145              | 42                   |
| Жінки    | 142     | 15                 | 53               | 74                   |
| Разом    | 352     | 38                 | 198              | 116                  |